# Player's Canadian Open 1984
Player's International Canadian Open 1984 — тенісний турнір, що проходив на відкритих кортах з твердим покриттям. Чоловічий турнір відбувся в National Tennis Centre у Торонто (Канада) в рамках Volvo Grand Prix 1984, жіночий - на Jarry Park Stadium у Монреалі (Канада) в рамках Світової чемпіонської серії Вірджинії Слімс 1984. Чоловічий турнір тривав з 13 до 19 серпня 1984 року, жіночий - з 20 до 26 серпня 1984 року.

## Фінальна частина

### Одиночний розряд, чоловіки
Джон Макінрой —  Вітас Ґерулайтіс 6–0, 6–3
- Для Макінроя це був 13-й титул за сезон і 108-й - за кар'єру.

### Одиночний розряд, жінки
Кріс Еверт-Ллойд —  Алісія Молтон 6–2, 7–6
- Для Еверт-Ллойд це був 4-й титул за сезон і 134-й — за кар'єру.

### Парний розряд, чоловіки
Пітер Флемінг /  Джон Макінрой —  Джон Фіцджеральд /  Кім Ворвік 6–4, 6–2
- Для Флемінга це був 5-й титул за сезон і 52-й - за кар'єру. Для Макінроя це був 14-й титул за сезон і 109-й - за кар'єру.

### Парний розряд, жінки
Кеті Джордан /  Елізабет Соєрс —  Клаудія Коде-Кільш /  Гана Мандлікова 6–1, 6–2
- Для Джордан це був 2-й титул за сезон і 25-й — за кар'єру. Для Соєрс 1-й титул за рік і 3-й — за кар'єру.